# James Bicheno Francis
James Bicheno Francis (18. května 1815 – 18. září 1892) byl původem anglický inženýr, který velkou část života prožil v USA, kde pracoval u průplavní a paroplavební společnosti. Za svého života publikoval řadu vědeckých prací o hydrodynamice a teorii turbín. První turbínu postavil roku 1849 pro přádelnu v Lowellu. Jeho konstrukce známá pod názvem Francisova turbína se v podstatě používá dodnes.